# 暗空保育區

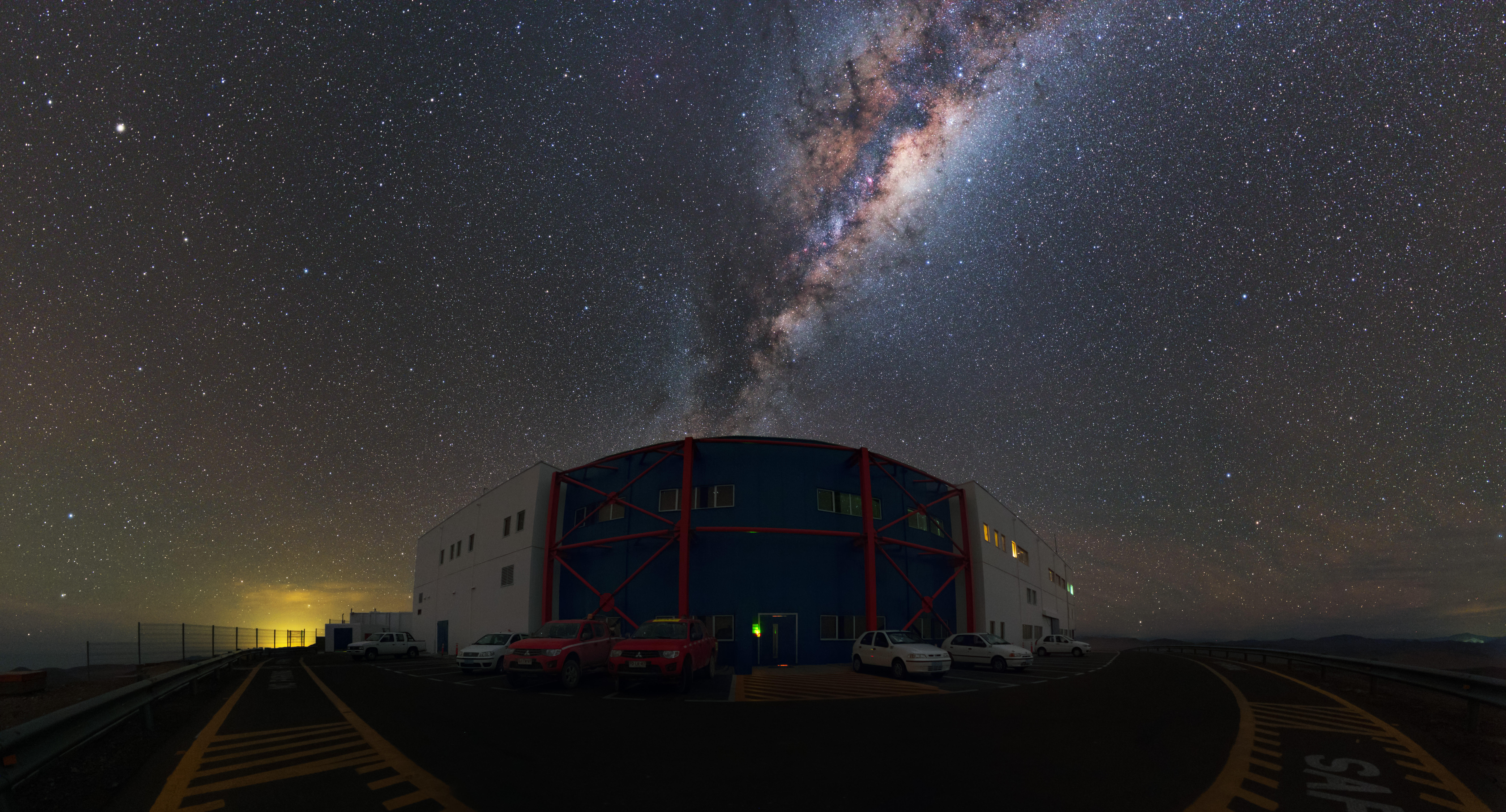
暗空保育區能提供優質的天文觀測環境。圖為歐洲南方天文台設於智利帕瑞納山的帕瑞納天文台夜景。

暗空保育區（英語：dark-sky preserve，簡稱）通常圍繞著公園或天文台，是限制人為光污染一個區域。暗天運動的目的通常是促進天文學。然而，天文學並不是保護黑暗天空的唯一目標。黑暗的夜空與歷史、哲學、宗教、社會發展、詩歌、歌曲、數學和科學等諸多方面有關。 因此，保護DSP對於瞭解我們的環境歷史是必要的。因為國際組織已經獨立地創建了他們的項目，不同的術語被用來描述這些領域。國際暗天協會（IDA）使用國際夜空保育區（IDSR）和國際夜空公園。 2015年引入了第三個名稱，即國際夜空保護區（International Dark Sky Sanctuary）。

## 历史
國際暗天協會（International Dark-Sky Association，IDA）成立於1988年，旨在保留公共或私人土地，以欣賞夜景和星空。這些保護區專門為其科學、自然、教育、文化、遺產和公眾享受而保護。
1993年，密歇根州在哈德遜湖州立娛樂區指定一塊土地，成為美國第一個有"暗空保育區"的州。1999年，第一個永久性的保護區是在加拿大南安大略省馬斯科卡區的托倫斯不毛之地建立的。
國際暗天協會（IDA）對全球範圍內的黑暗天空區域進行三類識別和認證。加拿大魁北克的蒙特梅甘蒂奇天文臺是第一個（2007年）被確認為國際暗空保育區的此類地點。IDA承認位於猶他州的天生橋國家紀念區是世界上第一個國際夜空公園（IDSP）。在2015年，IDA引入了夜空保護區（Dark Sky Sanctuary）一詞，並將智利北部的埃爾基山谷指定為世界上第一個國際夜空保護區。這座夜空保護區是以智利詩人加夫列拉·米斯特拉爾的名字命名的。
人們普遍認為，暗空保育區或暗空保護區應該足够黑暗，以促進天文學的發展。然而，情况並非總是如此。暗空保育區的照明協定基於野生動物對夜間人造光的敏感性（ALAN）。
基於加拿大皇家天文學會的工作，加拿大已製定了廣泛且更嚴格的夜空保護標準，該標準涉及DSP內的照明以及該地區的城市地區霞光的影響。